# Trypeta striata
Trypeta striata är en tvåvingeart som först beskrevs av Wulp 1899.  Trypeta striata ingår i släktet Trypeta och familjen borrflugor. Inga underarter finns listade i Catalogue of Life.